# Phytoseius meyerae
Phytoseius meyerae är en spindeldjursart som beskrevs av Gupta 1977. Phytoseius meyerae ingår i släktet Phytoseius och familjen Phytoseiidae. Inga underarter finns listade i Catalogue of Life.